# Парламент Уельсу
Парламент Уельсу (англ. Welsh Parliament, валл. Senedd Cymru), Сенедд (валл. і англ. Senedd) — законодавчий орган, створений в Уельсі в процесі так званої деволюції, тобто поступової децентралізації влади в Сполученому Королівстві. Парламент має право приймати закони, дійсні на території Уельсу. З моменту створення в травні 1999 року і до травня 2020 цей орган називався Національною асамблеєю Уельсу (англ. National Assembly for Wales, валл. Cynulliad Cenedlaethol Cymru)
Парламент, який на початку називався Асамблеєю, був створений відповідно до прийнятого 1998 року урядом лейбористів Законом про керування Уельсом. створенню Асамблеї передував проведений 1997 року референдум, під час якого 50,3 % голосуючих висловилися за створення уельського парламенту. Перший референдум з цього питання було проведено 1979 року, але тоді більшість висловилася проти.
За створення парламенту 1997 року виступали лейбористи, Партія Уельсу, ліберальні демократи та громадські організації, зокрема церковні та профспілкові. Проти деволюції виступали консерватори.

## Історія
Створення міністерства у справах Уельсу (англ. Welsh Office) 1964 року стало основою окремої системи керування для Уельсу. 1969 року уряд лейбористів Гарольд Вілсон створило спеціальну комісію для дослідження можливості деволюції в Шотландії та Уельсі. Її рекомендації були опубліковані 1973 року та послужили основою для документа, що отримав назву «Демократія та деволюція: пропозиції для Шотландії та Уельсу». Уельські виборці 1979 року відкинули ці пропозиції під час референдуму, на якому проти деволюції надійшло в чотири рази більше голосів, ніж за.. Асамблея була створена після референдуму 18 вересня 1997 року.. Пропозиції лейбористів з керування Уельсом були прийняті більшістю в 6 721 голос з 1 112 117 поданих (50.3 % за, 49.7 % проти)..
У стратегії 1997 року під назвою «Голос для Уельсу» лейбористський уряд висунув тезу, що Асамблея буде більш демократичним, більш відповідальним перед виборцями способом керування, ніж міністерство у справах Уельсу. Протягом 11 років (до 1997 року) Уельс був представлений в уряді державним секретарем, який не уявляв в парламенті уельський виборчий округ.
1 березня (в день св. Давида) 2006 року королева Єлизавета II відкрила в Кардіффі нова будівля асамблеї, відоме як валл. Senedd.

## Повноваження
Особливістю Парламенту Уельсу є те, що, по-перше, він має право приймати так зване «вторинне законодавство», що розвиває та конкретизує положення первинного законодавства, прийнятого британським Парламентом, яке, втім, не вимагає подальшого схвалення або затвердження, але може бути оскаржене в судовому порядку. При цьому, ні Закон про керування Уельсом, ні інше законодавство не передбачають можливості подальшого відкликання даних повноважень. Це дозволяє говорити про те, що Парламент самостійний у прийнятті відповідних законодавчих актів, але її акти повинні відповідати законодавству, видаваному Парламентом Сполученого Королівства. Другою особливістю є те, що Парламент Уельсу є корпоративним органом, тобто в Уельсі відсутні окремі органи виконавчої та законодавчої влади, вони об'єднані в Парламенті. При цьому Виконавчий комітет Парламенту може приймати делеговане законодавство в певних випадках, аналогічне тому законодавству, яке видають органи виконавчої влади центрального уряду Великої Британії, але законодавство це має бути схвалене Парламентом.

## Виборча система

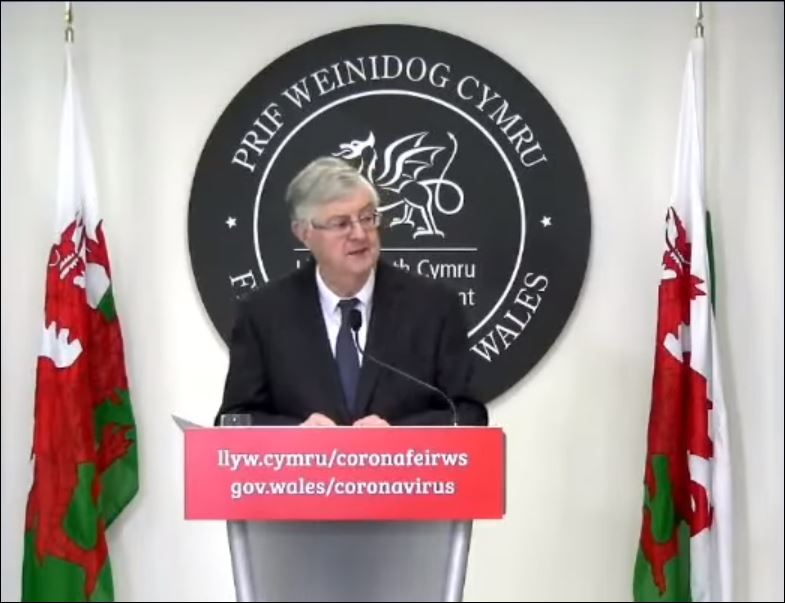
Щоденна пандемічна конференція, травень 2021 р.: Пандемія та всі питання охорони здоров'я в Уельсі передаються Уельському уряду

Вибори в уельський парламент проходять за змішаною пропорційною системою. 40 депутатів обираються за одномандатних округах, де їм необхідно отримати просту більшість голосів. Округа використовуються ті ж, що і при виборах в Палату громад. Ще 20 депутатів вибираються за партійними списками від п'яти регіонів, по чотири депутати від кожного: Середній та Західний Уельс, північний Уельс, Центр Південного Уельсу, Південно-Східний Уельс та Південно-Західний Уельс. Виборці можуть голосувати за різні партії в одномандатному окрузі й за списками. Якщо депутат проходить по одномандатному округу, він не може бути обраний за списком
При підрахунку голосів за пропорційною системою спочатку обчислюється «цифра виборчого регіону». Для цього сума голосів, отриманих партією в виборчих округах, ділиться на кількість кандидатів від цієї партії, обраних в округах, плюс один. Для незалежних кандидатів від виборчого регіону підраховується кількість поданих за нього голосів в округах, що входять в цей виборчий регіон. Після цього перше місце у виборчому регіоні віддається партії або незалежному кандидату з найбільшою «цифрою виборчого регіону». Друге та такі місця у виборчому регіоні віддаються партії або незалежному кандидату з найбільшою «цифрою виборчого регіону» після проведення перерахунку щодо партії, «цифра виборчого регіону» у якої виявилася найбільшою, при цьому до делителю додається ще одна одиниця. Місця від виборчого регіону, які віддані партії, заповнюються особами з партійного списку в тому порядку, в якому вони там фігурують, тобто партійні списки є жорсткими. Коли партійний список виявиться вичерпаним, партія більше не бере участі у розподілі мандатів. Якщо велика «цифра виборчого регіону» виявиться однаковою у декількох партій чи кандидатів, а кількість місць в Парламенті не дозволяє обрати їх усіх, то проводиться перерахунок цієї цифри з додаванням одиниці до кількості голосів, відданих за кожну партію чи кандидата. Якщо і це не допоможе, то регіональний виборчий службовець вирішує питання жеребом.
Будь-яка особа на виборах до Парламенту не може виставляти свою кандидатуру більш ніж в одному окрузі, а якщо воно обирається у виборчому регіоні — то більш ніж в одному виборчому регіоні, при цьому воно може одночасно виставляти свою кандидатуру і в будь-якому виборчому окрузі, але лише входить в цей виборчий регіон.
Вибори до Парламенту Уельсу проходили в 1999, 2003 2007, 2011, 2016 та 2021 роках.

## Результати виборів

### Вибори 2003 року

#### Голосування по одномандатних округах
| Партія                       | Голосу  | Місця | Зміна | Відсоток голосів | Зміна |
| ---------------------------- | ------- | ----- | ----- | ---------------- | ----- |
| Лейбористи                   | 340 535 | 30    | +1    | 40,0             | +2.44 |
| Партія Уельсу                | 180 185 | 5     | -7    | 21,2             | -7,22 |
| Консерватори                 | 169 842 | 1     | 0     | 19,9             | +4,08 |
| Ліберальні демократи         | 120 250 | 3     | 0     | 14,1             | +0,68 |
| Вперед, Уельс (Cymru Ymlaen) | 117 709 | 0     | 0     | 6,2              | +5,19 |
| Інші                         | 40 575  | 1     | +1    | 3,4              | +2,5  |

Всього голосів 851 387.

#### Голосування за списками
| Партія               | голоси  | Місця | Зміна | Відсоток голосів | Зміна |
| -------------------- | ------- | ----- | ----- | ---------------- | ----- |
| Лейбористи           | 310 658 | 0     | -1    | 36,6             | -0,34 |
| Партія Уельсу        | 167 653 | 7     | -1    | 19,7             | -3,36 |
| Консерватори         | 162 725 | 10    | +2    | 19,2             | +2,15 |
| Ліберальні демократи | 108 013 | 3     | 0     | 12,5             | +0,63 |
| Інші                 | 71 951  | 2     | +2    | 8,9              | +2,2  |

Всього голосів 849,952
Загальна явка 38.2 %

### Вибори 2007 року
Чергові вибори до Уельську асамблею проходили 3 травня 2007 року..

#### Голосування по одномандатних округах
| Партія               | Голосу  | Місця | Зміна | Відсоток голосів | Зміна |
| -------------------- | ------- | ----- | ----- | ---------------- | ----- |
| Лейбористи           | 314 925 | 24    | -6    | 32,2             | -7.8  |
| Партія Уельсу        | 219 121 | 7     | +2    | 2,4              | +1,2  |
| Консерватори         | 218 730 | 5     | +4    | 22,4             | +2,4  |
| Ліберальні демократи | 144 450 | 3     | 0     | 14,8             | +0,6  |
| Незалежні кандидати  | 29 699  | 1     | 0     | 3,2              | -0,2  |

#### Голосування за списками
| Партія               | Голосу  | Місця | Зміна | Відсоток голосів | Зміна |
| -------------------- | ------- | ----- | ----- | ---------------- | ----- |
| Лейбористи           | 288,954 | 2     | +2    | 29,6             | -7    |
| Партія Уельсу        | 204 757 | 8     | +1    | 21,0             | +2,3  |
| консерватори         | 209 153 | 7     | -3    | 21,4             | +2,3  |
| Ліберальні демократи | 114 500 | 3     | 0     | 11,7             | -0,8  |

Після травневих виборів 2007 року в Національну Асамблею Лейбористська партія всього отримала 26 місць, Плайд Кимру 15 місць, консерватори 12 місць, Ліберально-демократична партія — 6 місць. Була сформована коаліція з Лейбористської партії та партії Плайд Кимру, вони підписали договір про спільну діяльність в Асамблеї. Перший Міністр Уельсу Родрі Морган.